# Sigmundur Davíð Gunnlaugsson
En aquest nom islandès, el darrer nom és un patronímic, no pas un cognom. La manera de referir-se a aquesta persona és pel nom de pila.
Sigmundur Davíð Gunnlaugsson (Reykjavik 12 de març de 1975) és un polític islandès i cap del Partit Progressista. Fou elegit diputat a l'Althing (parlament islandès) el 25 d'abril del 2009.
Fou elegit president del Partit Progressista el 18 de gener del 2009 amb el 40,9% dels vots dels membres del partit, per davant de Höskuldur Þórhallsson (37,9%).
El 22 de gener, va proposar que els set vots del Partit Progressista a l'Althing servissin per donar suport a una coalició en minoria entre l'Aliança Socialdemòcrata i el Moviment d'Esquerra-Verd, com a alternativa a la coalició de govern del Partit de la Independència i el Moviment d'Esquerra-Verd, amb la intenció de forçar eleccions anticipades. L'endemà, el Primer Ministre Geir Haarde va anunciar eleccions per al 9 de maig, a les quals no hi va concórrer per motius de salut.
Després del resultat de les eleccions d'abril del 2013, en què el seu partit va quedar en segon lloc, el dia 30 d'abril Sigmundur Davíð Gunnlaugsson va rebre l'encàrrec del president, Ólafur Ragnar Grímsson, d'endegar converses per tal de formar un nou govern.
L'abril del 2016, Sigmundur Davíð Gunnlaugsson es veié implicat en les revelacions dels anomenats "papers de Panamà". En aquests documents se l'assenyala a ell i a la seva dona de dur una empresa en un paradís fiscal. El 5 d'abril va dimitir arran d'aquest afer, tot i que hi ha certa confusió a nivell mediàtic al respecte promogut per la seva mateixa oficina de premsa.